# Lorenz Helmschmied
Lorenz Helmschmied eller "Helmschmid" (aktiv 1467–1515) var en tysk rustningssmed og medlem af Helmschmied-familien, der bestod af rustningssmede fra Augsburg. Han var en af Huset Habsburgs primære rustningsmagere under de tysk-romerske kejsere Frederik 3. og Maximilian 1., og han skabte nogle af de mest teknisk innovative og kunstnerisk komplekse rustninger i slutningen af 1400-tallet og begyndelsen af 1500-tallet.
Han var søn af Jörg Helmschmied, der var aktiv i Augsburg fra 1439. Hans bror, Jörg Helmschmied den yngre var også en talentfuld rustningsmager, der var aktiv først i Augsburg, og senere i Wien. Lorenz er dokumenteret som en rustningssmedelærling fra 1469 og i 1477 som mester.